# 埃弗利娜·维安
埃弗利娜·维安（法語：Évelyne Viens，1997年2月6日—），加拿大女子足球运动员，场上位置是前锋。她曾代表加拿大国家队参加2020年夏季奥林匹克运动会足球比赛，获得一枚金牌。